# Пиапоко
Пиапоко (Piapoco) — аравакский язык, на котором говорит народ пиапоко, проживает в Венесуэле и Колумбии. Имеет две разновидности: пиапоко и понарес.
Язык «понарес» подразумевается из прозвища[уточнить], и, возможно, раньше был пиапоко или ачагуа.

## Разновидности
- Пиапоко (Piapoco, Amarizado, Dzaze, Enegua, Kuipaco, Piapoko Dejá, Wenéwika, Yapoco) распространён в регионе притоков и низменности реки Вичада, Гвавиаре и Мета в Колумбии и на территории муниципалитета Сан-Фернандо-де-Атапапо в штате Амасонас, около реки Ориноко, южнее департамента Вичада в Венесуэле.
- Понарес (Ponares) в настоящее время является мёртвым языком, который был распространён в Колумбии, у которого имелось прозвище «салиба». Возможно, являлся подгруппой пиапоко или ачагуа.